# 浜田 (酒田市)
浜田（はまだ）は、山形県酒田市に存在する町名。現行行政地名は浜田一丁目と浜田二丁目である。郵便番号は998-0031。

## 人口と世帯
2017年（平成29年）6月30日現在の世帯数と人口は以下の通りである。
| 丁目      | 世帯数  | 人口  |
| --------- | ------- | ----- |
| 浜田1丁目 | 194世帯 | 409人 |
| 浜田2丁目 | 185世帯 | 396人 |
| 計        | 379世帯 | 805人 |

## 地理
浜田はJR羽越本線の酒田駅の南側に位置する町名で、羽越本線を境に西側に一丁目、東側に二丁目と分かれている。周囲としては浜田一丁目側では北西に幸町(酒田駅方面)、西に相生町、南西に一番町や新井田町と接し、二丁目側では北東に旭新町と接する。また浜田一丁目と二丁目の南側に新井田川が流れ、その河川を挟んだ南東では東栄町や新橋などとも接している。

## 交通
- JR東日本羽越本線酒田駅が北西隣の幸町に存在するため浜田から徒歩でも近い。
- バス路線では酒田市福祉乗合バス（るんるんバス、ぐるっとバス）の市内循環線など[4]や庄内交通の一部の路線が酒田駅を発着または経由して浜田にも走行している。
- 道路では国道も山形県道も浜田には通っていない。近辺を通る道路としては山形県道40号酒田松山線(新井田)や山形県道41号酒田停車場線（幸町）、山形県道42号酒田港線（相生町）、山形県道352号生石酒田停車場線（旭新町）がそれぞれ通っている。

## 施設や名所
- 天真学園高等学校
- 酒田市立浜田小学校
- 中国四川料理仁
- 真田医院
- 清亀園
- 日枝神社上山王